# Schimmelmann-Mausoleum

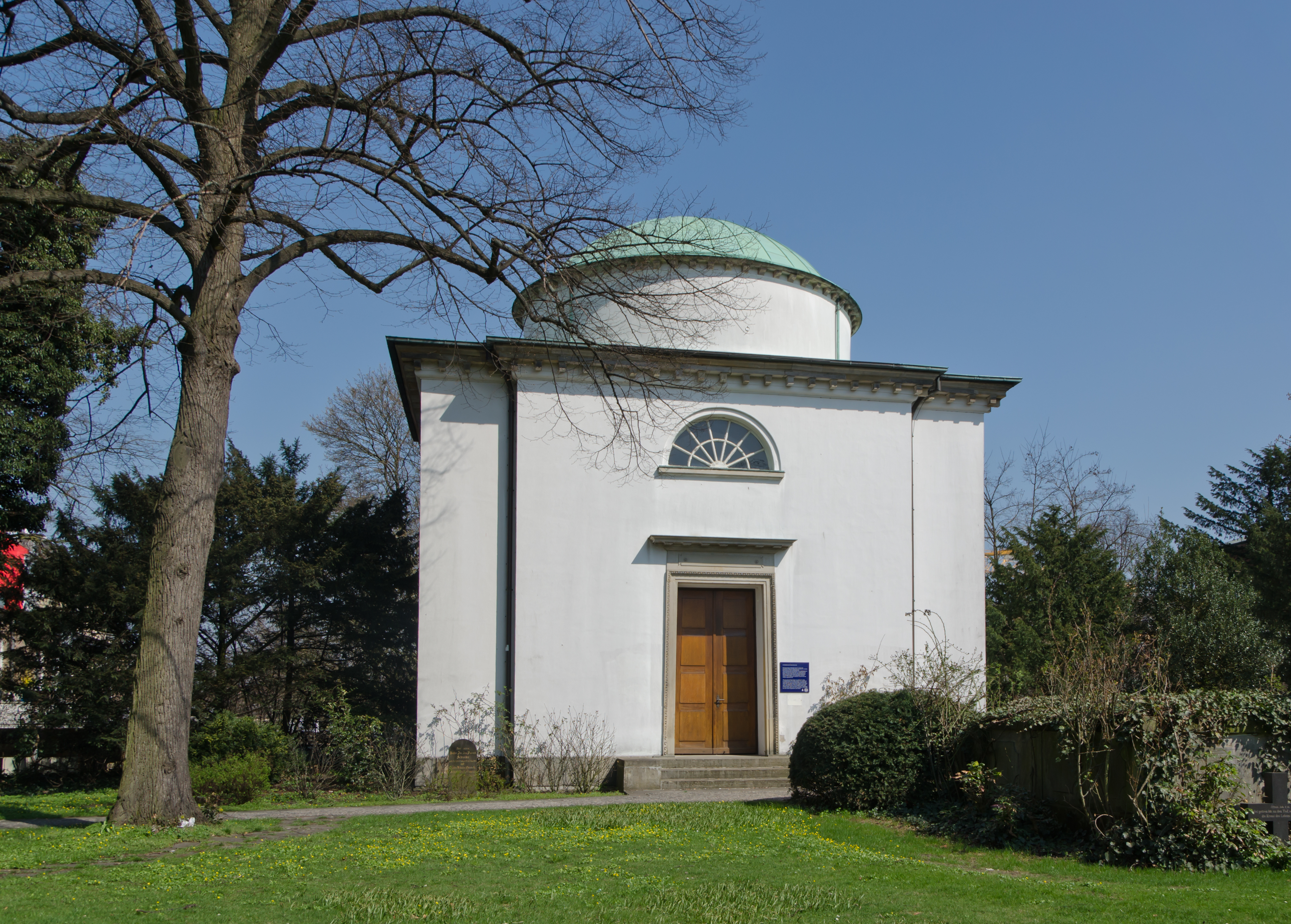
Schimmelmann-Mausoleum

Das Schimmelmann-Mausoleum ist die Begräbnisstätte von Heinrich Carl von Schimmelmann und seiner Frau Caroline. Es befindet sich unweit der Christuskirche in Hamburg-Wandsbek. Es gilt als eines der Hauptwerke des Klassizismus in Norddeutschland.

## Heinrich Carl von Schimmelmann und seine Frau Caroline von Schimmelmann
Heinrich Carl von Schimmelmann stammte aus einer Demminer Kaufmannsfamilie und stieg im Laufe seines Lebens in den dänischen Grafenstand und zu einem der reichsten Männer Europas auf. Sein Vermögen erwarb er unter anderem mit dem atlantischen Dreieckshandel als (Anteils-)Eigner von Sklavenschiffen, Sklavenhändler und Halter von etwa 1000 Plantagensklaven, die mit seinen Initialen als Brandzeichen markiert wurden.  Seinen Nachkommen hinterließ er über einen Fideikommiss jährliche Einkünfte aus seinen karibischen Plantagen von mindestens 64.000 Reichstalern sowie weiteres Vermögen von geschätzten mehreren Millionen Talern. Seine Frau Caroline, geborene von Friedeborn, genannt von Gersdorff wurde 1730 in Dresden geboren. Die Hochzeit fand am 4. März 1747 in Dresden statt.

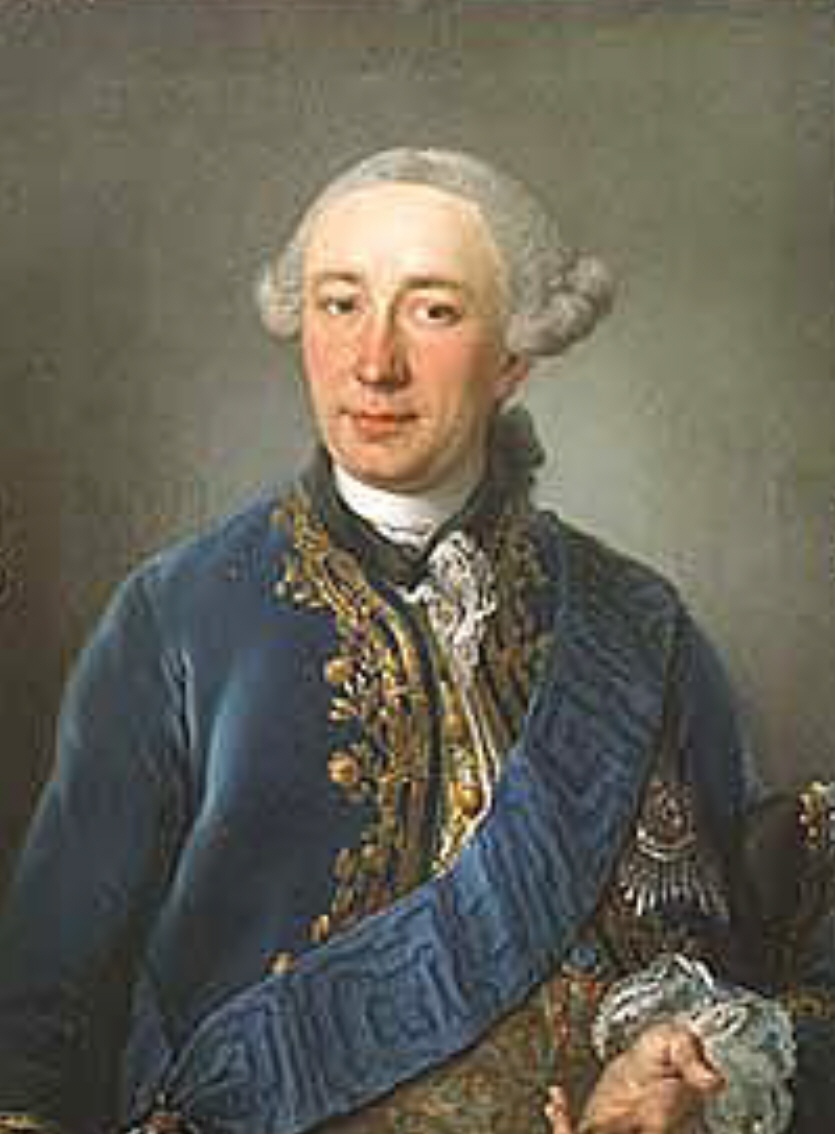
Heinrich Carl von Schimmelmann, ca. 1762
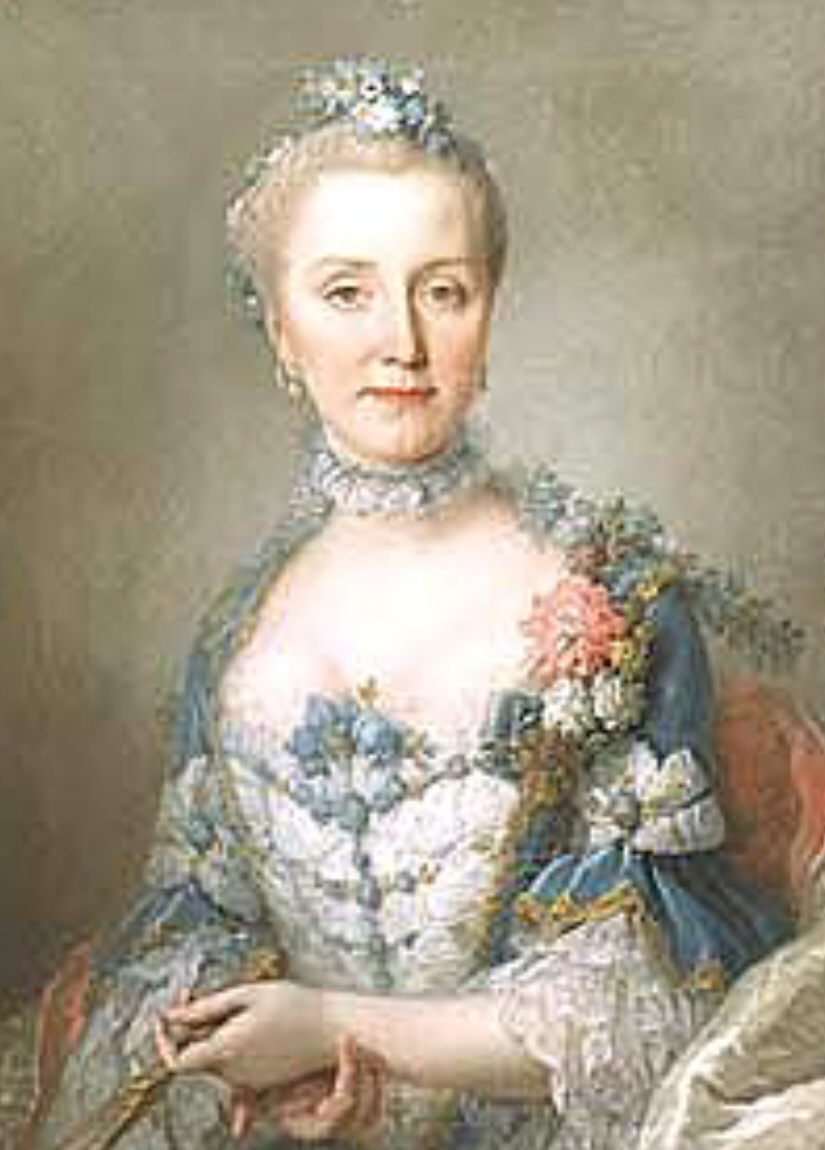
Caroline von Schimmelmann, ca. 1762

## Entwurf und Bau

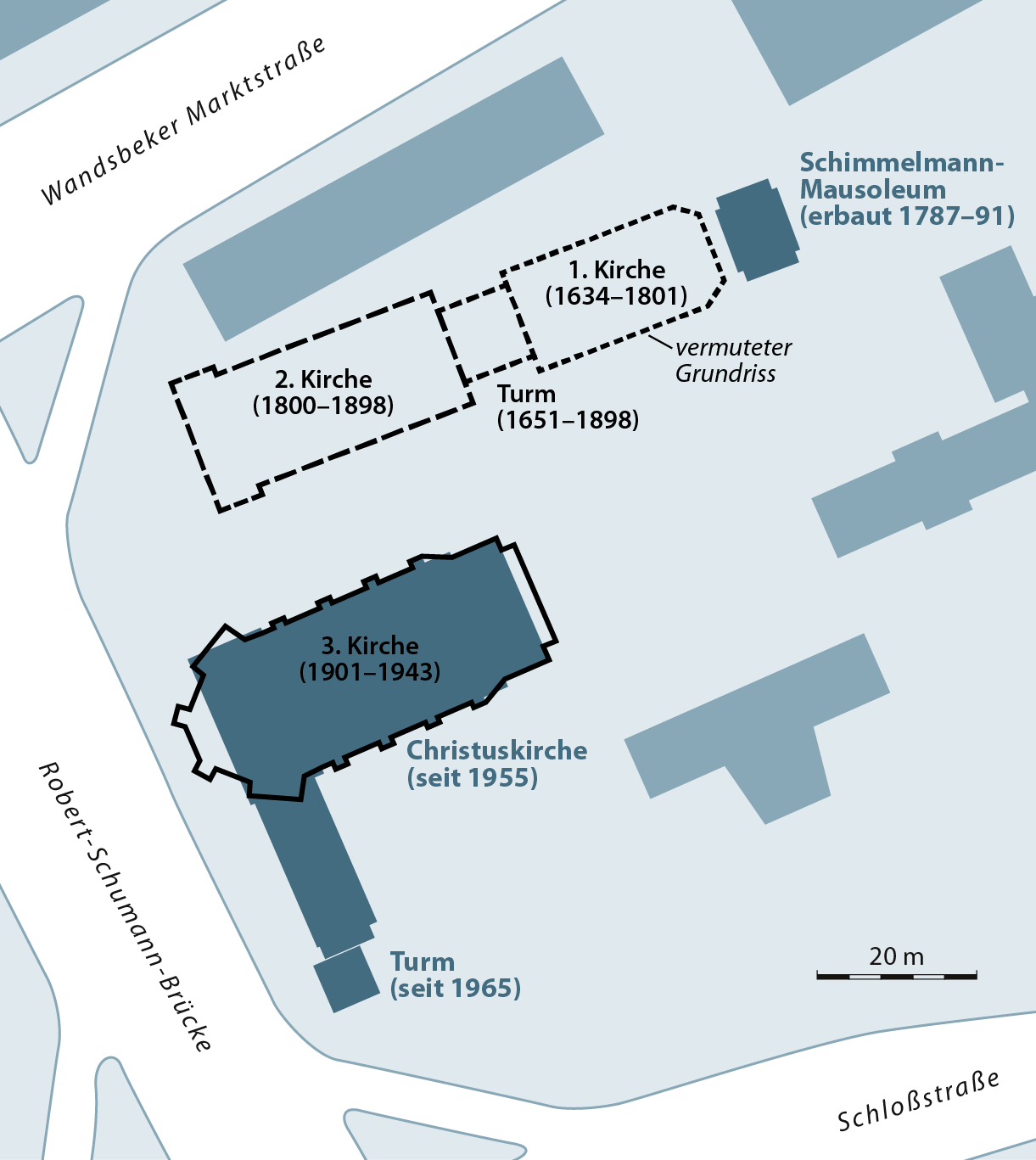
Position des Mausoleums (oben rechts) in Bezug zur Christuskirche und den historischen Kirchen in Wandsbek

1769, also lange vor seinem Tod führte Schimmelmann erste Verhandlungen über sein Grab mit dem Bildhauer Johannes Wiedewelt. Carl Heinrich von Schimmelmann starb erst 58-jährig am 15. Februar 1782 in Kopenhagen und wurde dort zunächst in der St. Petrikirche der deutschen Gemeinde beigesetzt. Ein fester Auftrag für den Entwurf des Grabmals wurde 1784 zunächst an den in Kopenhagen ansässigen italienischen Künstler Luigi Grossi vergeben. Da dieser seinen Verpflichtungen aber nicht nachkam, wurde der Vertrag bereits nach einem halben Jahr wieder gelöst. 1785 erhielt schließlich Carl Gottlob Horn den offiziellen Auftrag für den Entwurf des Mausoleums. Horns Entwürfe wurden dem italienischen Architekten Giovanni Antonio Antolini vorgelegt um mögliche Verstöße gegen geltende klassizistische Stilregeln zu vermeiden. Antolini schickte wiederum angepasste Entwürfe an Horn zurück. 13 dieser Entwürfe sind bis heute im Hamburger Staatsarchiv erhalten. Horn stützte sich auf diese Skizzen und arbeitete sie um. Die Pläne wurden deutlich vereinfacht, so fiel unter anderem ein von Antolini geplanter Portikus in Horns Entwürfen weg und auch in den Ecken ursprünglich vorgesehene Wendeltreppen entfielen. Der erste fertige Entwurf stammt von 1785, den Nachkommen Schimmelmanns waren diese aber immer noch zu aufwändig und teuer, so dass Horn weiter vereinfachen musste. So sollte statt aus Sandstein jetzt mit gebrannten Ziegeln gebaut werden und auf die unterirdische gewölbte Gruft sollte verzichtet werden.
Wie schwer sich die Nachkommen mit der Erfüllung des Testaments trotz der Erbschaft von mehreren Millionen Reichstaler taten, zeigt sich in einem Brief des Schwiegersohnes Graf Baudissin an seinen Schwager Ernst Schimmelmann „Allein von den Revenuen des Fideikomisses und den Aktien kann ich nichts entbehren, da ich meinen Hausstand darauf eingerichtet habe und es sich nicht schicken würde, denselben auf einmal wieder einzuschränken.“. Die sterblichen Überreste Schimmelmanns wurden 1785 nach Wandsbek überführt und am 24. Oktober zunächst in einer Gruft im Innenraum der Kirche beigesetzt. Der Bau des Grabmals begann 1787 und wurde 1791 fertiggestellt. Die Beisetzung des Grafen Schimmelmann in seinem Mausoleum erfolgte 1792, zehn Jahre nach seinem Tod. Seine Frau starb 1795 und wurde ebenfalls im Grabmal beigesetzt.

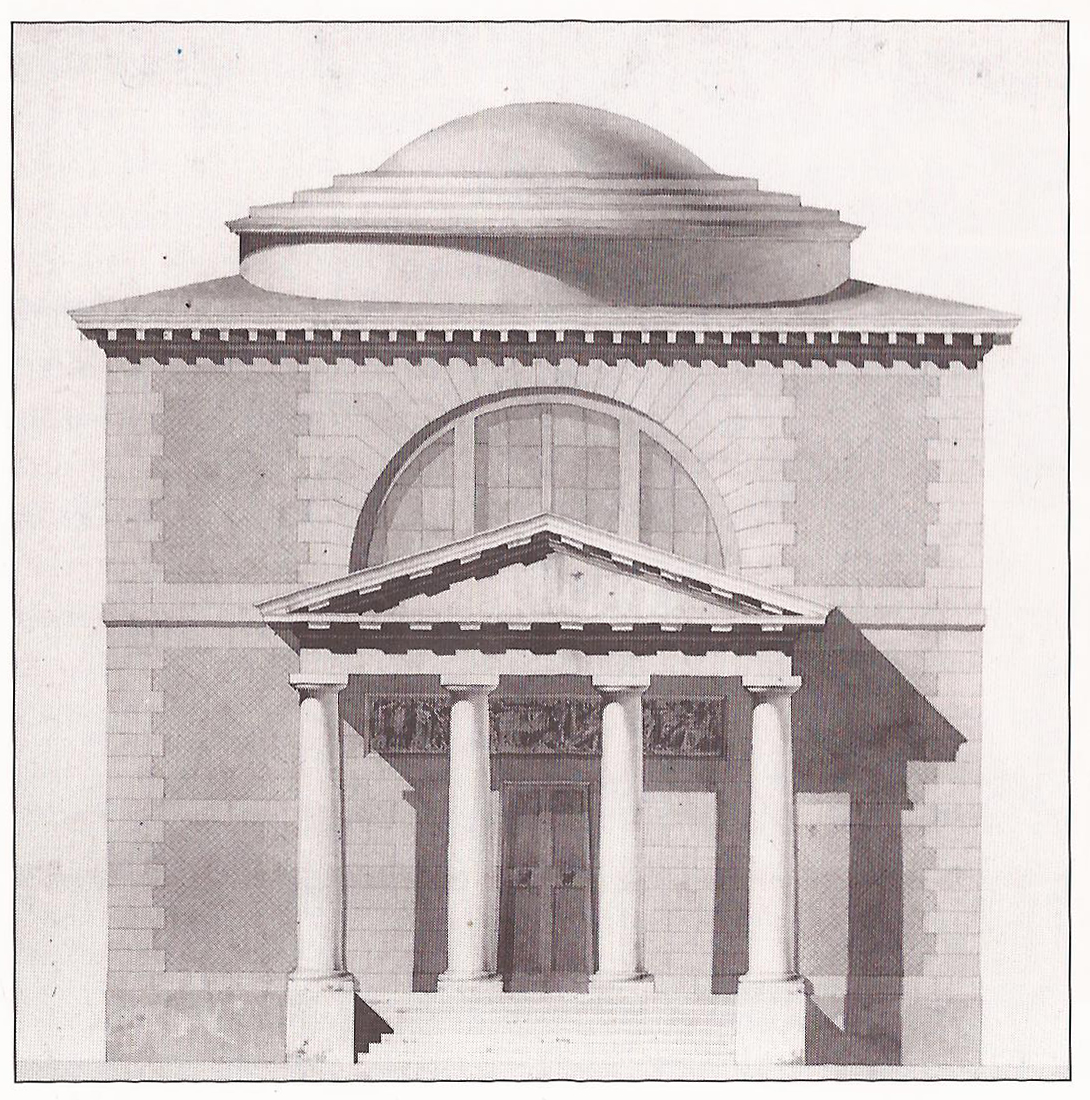
Entwurf des Mausoleums von Antolini
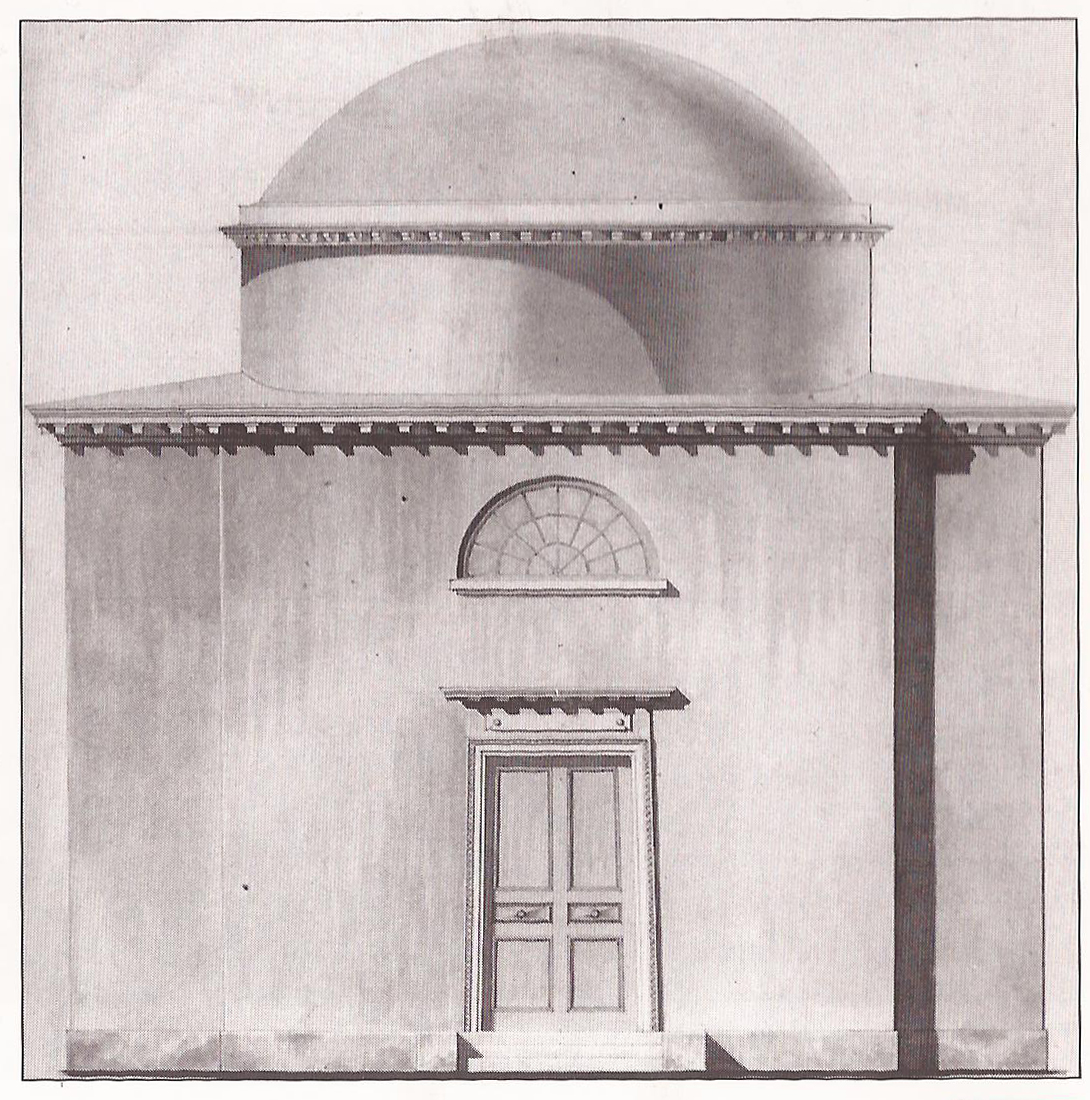
Entwurf des Mausoleums von Horn

## Innenausstattung
Während das Äußere des Mausoleums eher schlicht wirkt, wurde das Innere der Kuppelhalle reich mit Stuckornamenten versehen. Die zentrale Kuppel wird von vier dorischen Säulen getragen. An der Nord- und Südseite schließen sich darunter jeweils zwei halbe Kuppeln an, während an Ost- und Westseite zur Beleuchtung des Innenraumes jeweils ein halbrundes Fenster eingebaut wurde.
In den halbrunden Seitennischen an der Nord- und Südseite des Grabmales stehen die beiden Sarkophage. Gefertigt wurden diese in Italien aus dunklem, gelbgeaderten Carrara-Marmor. Sie sind aus dünn geschliffenen Platten und Schalen zusammengesetzt und waren im Oktober 1790 per Schiff im Hamburger Hafen angekommen. Diese Schiffsfracht enthielt auch die Marmorplatten für den Fußboden. Dieser ist mosaikartig zusammengesetzt und besteht aus verschiedenfarbigen Stücken die in der Mitte zu einer Rosette geformt sind, um welche rechteckige weiße Marmorbänder ein geometrisches Muster bilden.
Die farbigen Stuckarbeiten wurden nach Entwürfen von Carl Gottlob Horn vermutlich von Francesco Antonio Tadey geschaffen. Hervorzuheben sind hier die Fortuna über Schimmelmanns Sarkophag und die Pietas, als Allegorie der Frömmigkeit, über dem Sarkophag von Schimmelmanns Frau Caroline.

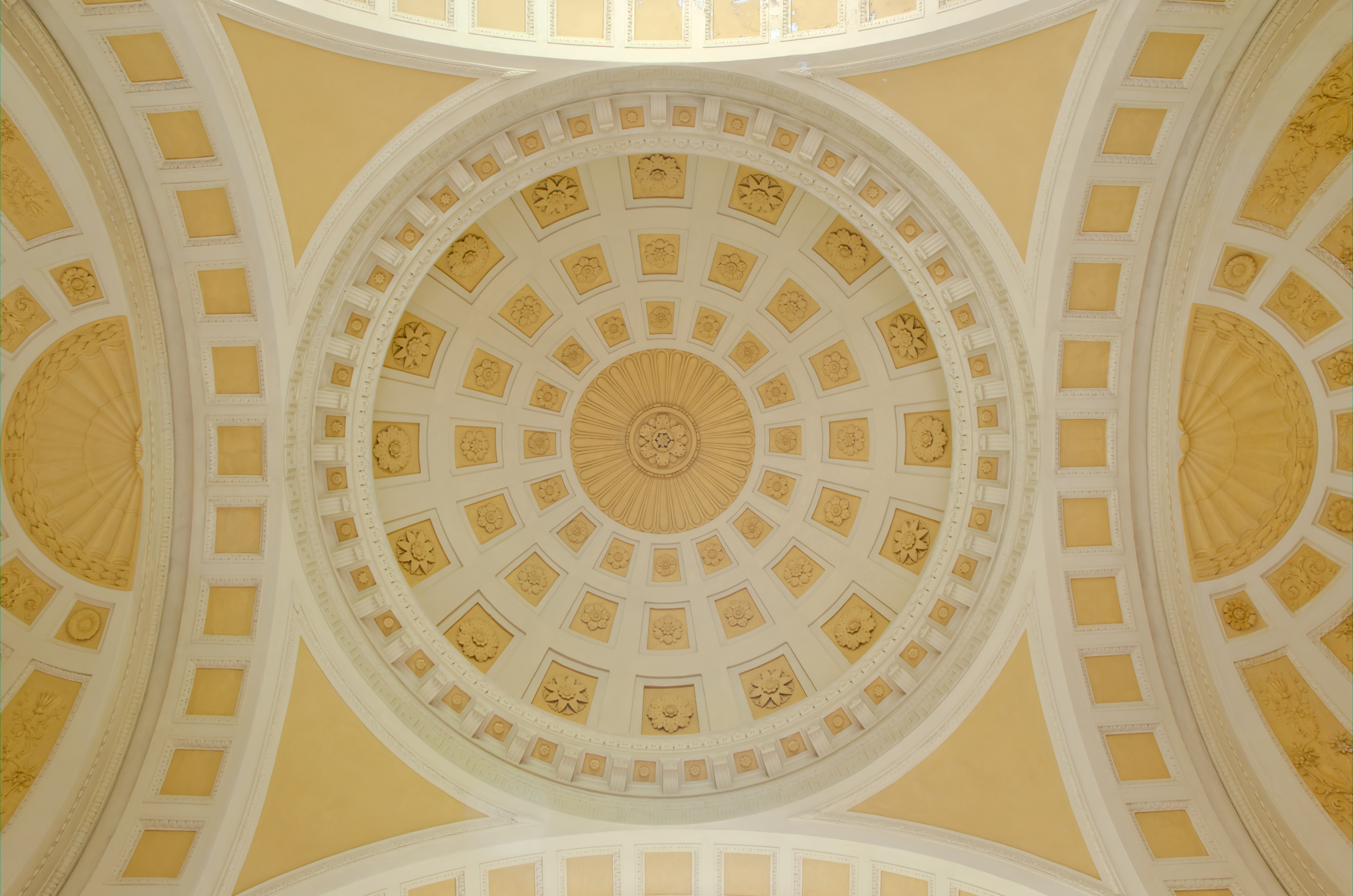
Kuppel
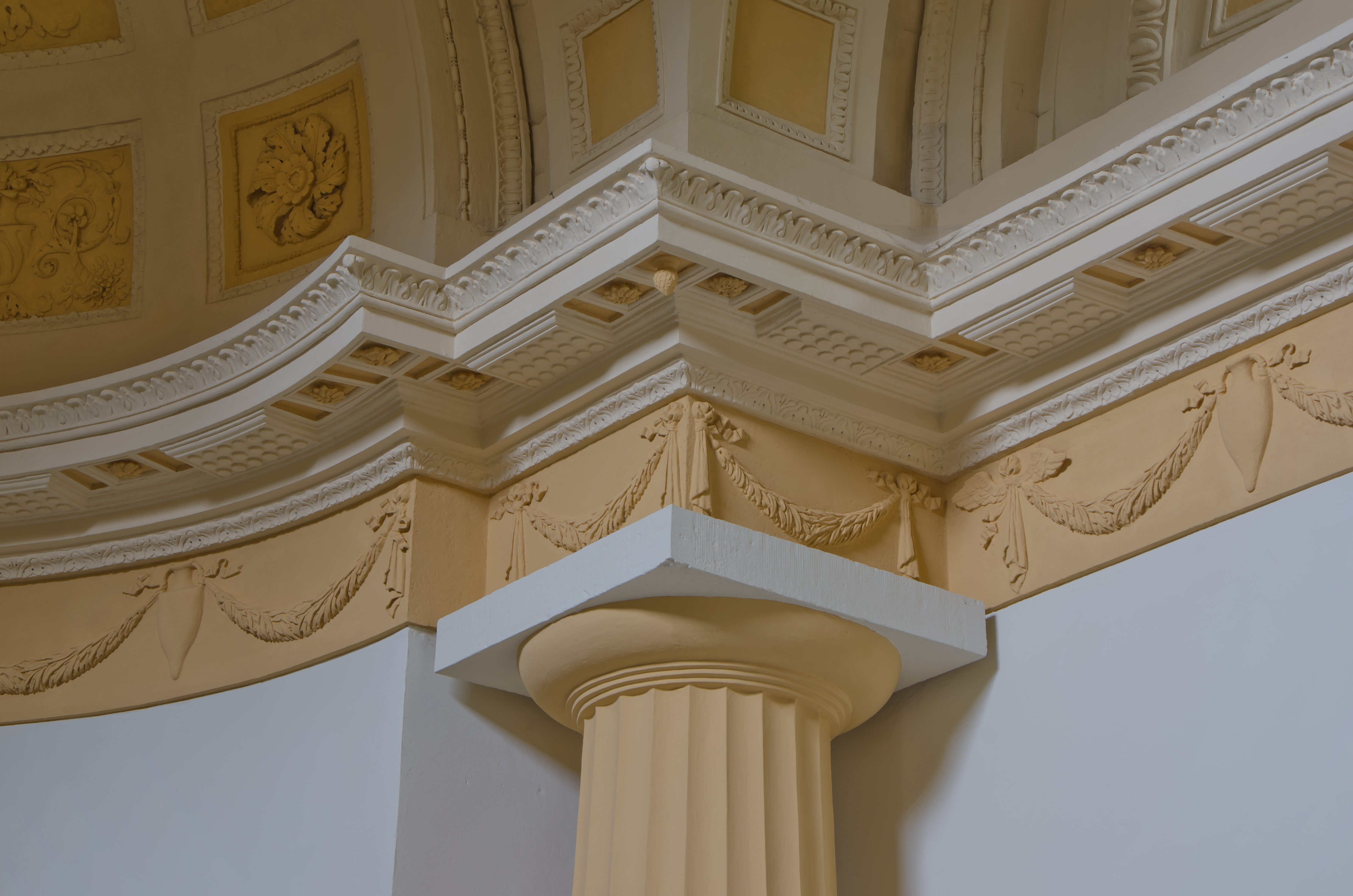
Säulenkapitell
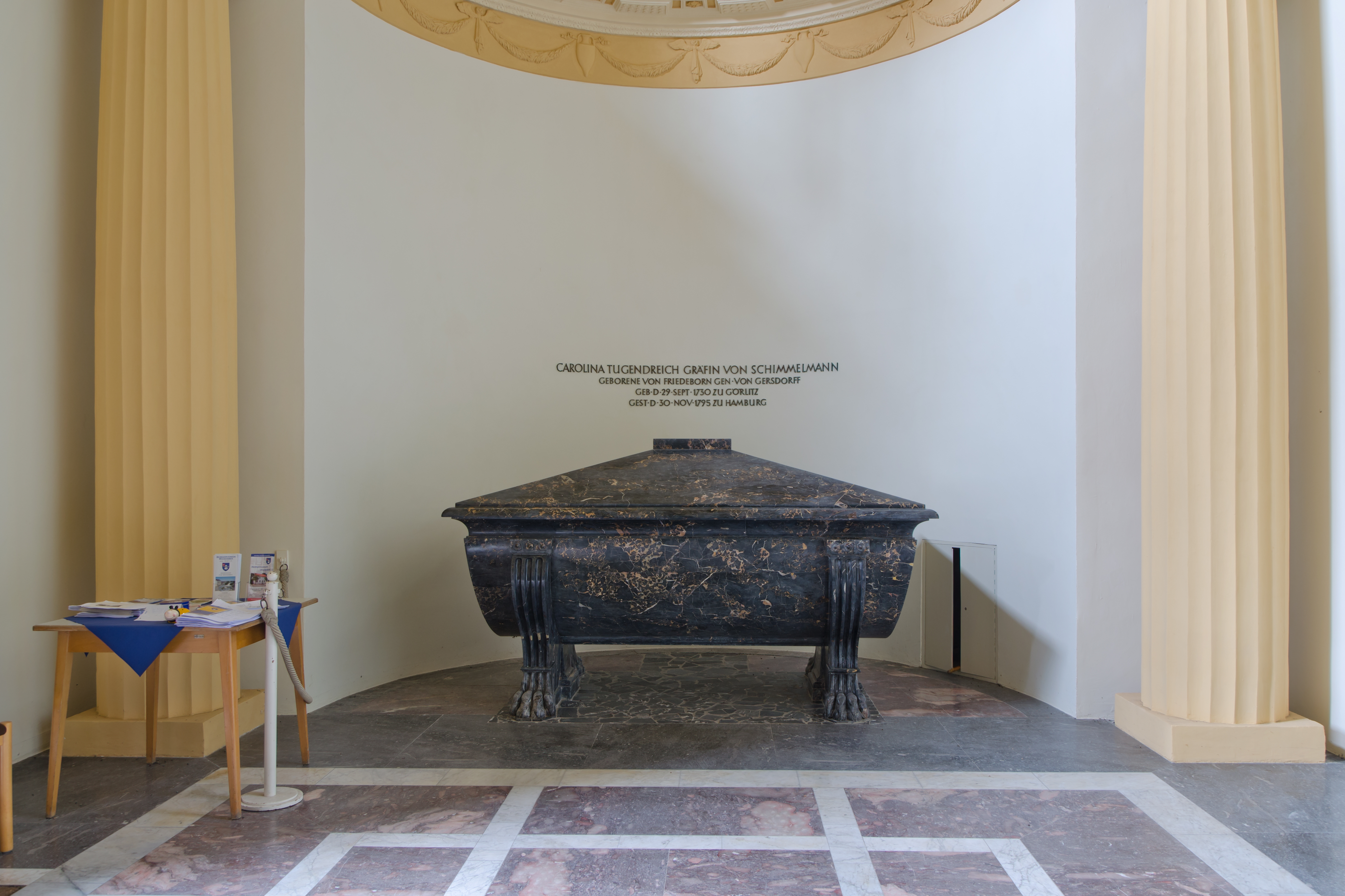
Sarkophag von Caroline von Schimmelmann
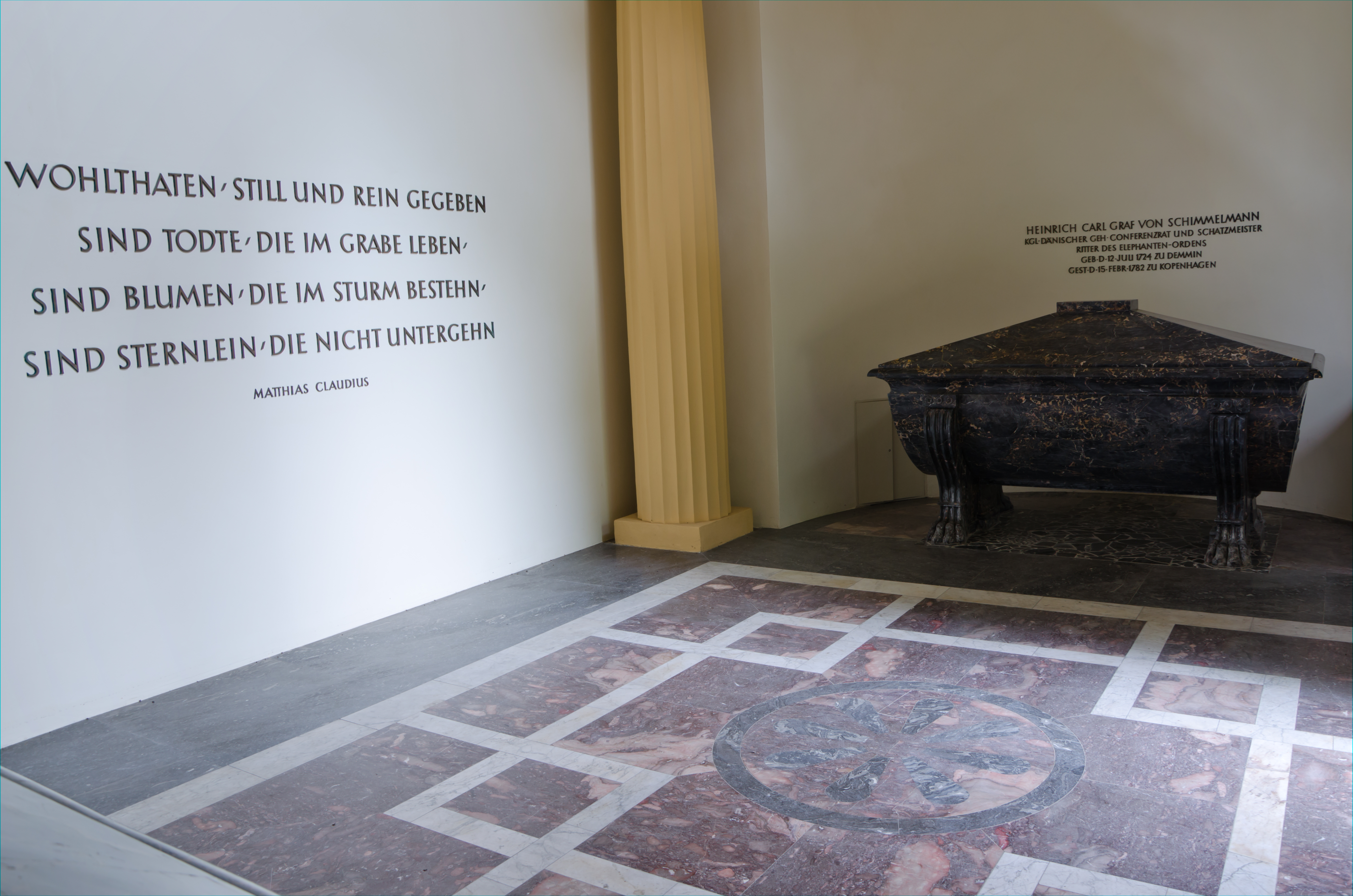
Innenraum
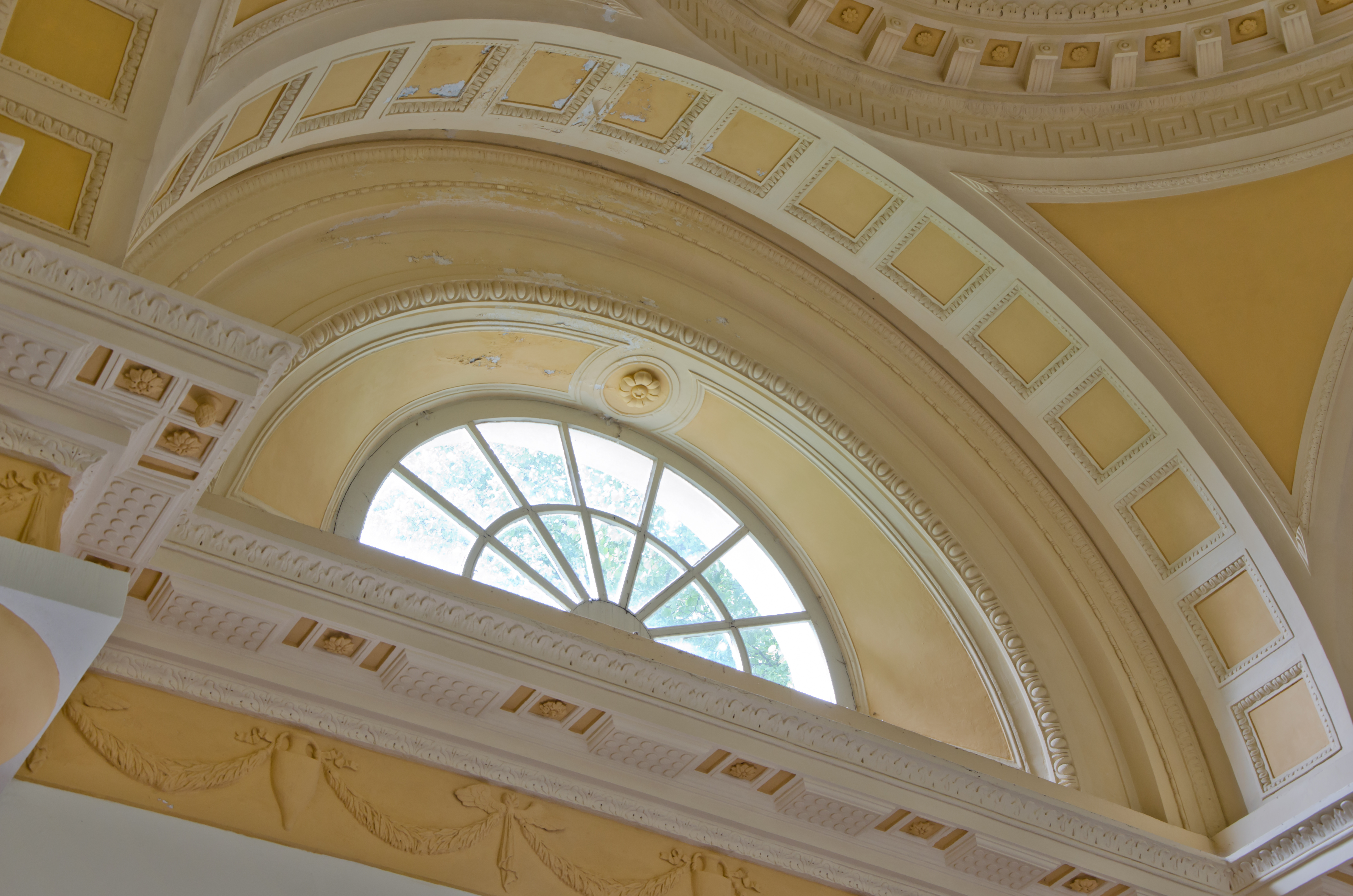
Fenster über dem Eingang

## Weitere Geschichte

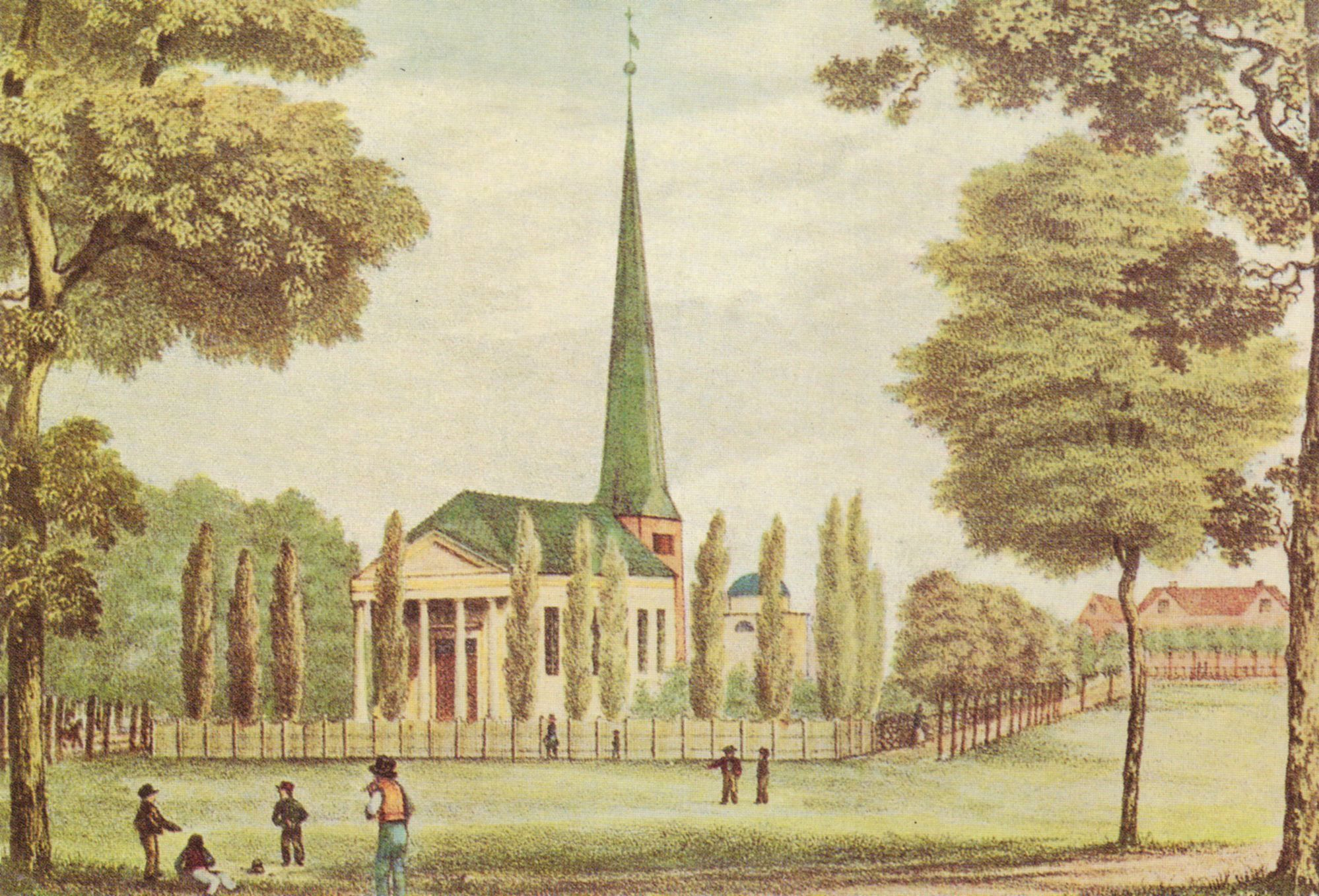
Das Bild zeigt Kirche und Mausoleum vor 1896, der Eingang zum Mausoleum befindet sich noch auf der Rückseite. Die Kirche brannte 1898 ab.

Für den zukünftigen Unterhalt des Mausoleums stellten die Hinterbliebenen 3600 Reichstaler zur Verfügung. Renovierungen wurden dann auch in schneller zeitlicher Abfolge erforderlich. Für die Jahre 1824, 1829, 1851, 1876, 1879 und 1882 sind entsprechende Arbeiten dokumentiert. 1842 wurde Schimmelmanns Sohn Graf Christian Friedrich im Mausoleum beigesetzt. 1896 wurde der Eingang von der West- auf die Ostseite verlegt.
Im Ersten Weltkrieg wurde das Kupferdach für Rüstungszwecke eingeschmolzen und durch ein provisorisches Dach ersetzt.
Auf Vorschlag des Wandsbeker Pastors Boie wurde das Mausoleum 1923 zur Gedenkstätte der im Krieg gefallenen Wandsbeker. Die Sarkophage wurden dazu in einem flachen Gewölbe rund einen Meter unter dem Fußboden versenkt und an den Wänden des Mausoleum zwanzig Tafeln mit insgesamt 1000 Namen angebracht. Die Einweihung erfolgte anlässlich des 300-jährigen Bestehens der Kirchengemeinde.
1930/31 war das provisorische Dach so undicht geworden, dass Decke und Wände geschädigt wurden und das Gebäude wegen Gefährdung geschlossen werden musste. Das für die Erhaltung gedachte Schimmelmannsche Legat war durch die Inflation vernichtet worden, weshalb durch den Verleger des Wandsbeker Boten, Wilhelm Puvogel zu Spenden aufgerufen wurde. Mit diesem Geld konnten die Schäden beseitigt und eine weitere Tafel mit nachträglich gemeldeten Kriegsopfern sowie eine weitere Tafel zur Entstehung der Gedenkstätte angebracht werden. Am 17. Juni 1940 wurde das Gebäude in die Hamburger Denkmalliste eingetragen und erhielt dort die Nummer 190.
Den Bomben des Zweiten Weltkrieges fielen fast alle umstehenden Gebäude zum Opfer. Das Mausoleum überstand diese Zeit, wurde durch Erschütterungen und die Brandhitze aber erneut geschädigt. Eine Notrenovierung folgte im Jahr 1947 und größere Instandsetzungen im Jahr 1951. Zwischen 1958 und 1965 erhielt das Gebäude eine Heizung und das Dach eine neue Kupfereindeckung. Die Namenstafeln der Gefallenen des Ersten Weltkrieges wurden entfernt und in die Christuskirche verlegt. Bei der Verlegung der Zentralheizungsrohre fand man 1959 nahe der Ostwand eine Bestattung, von der angenommen wurde, dass sie die Gebeine des 1842 verstorbenen Christian Friedrich Schimmelmann enthält. Etwas südlich der Kapellenmitte, aber noch unterhalb der Marmorrosette, wurde eine weitere Bestattung gefunden, vermutlich die von Heinrich Carl von Schimmelmann. Weitere Untersuchungen wurden nicht vorgenommen. Es gilt als sicher, dass die Sarkophage reine Schausärge und somit leer sind.
Auf der dem Eingang gegenüberliegenden Wand wurde ein Zitat von Matthias Claudius angebracht.
Wohltaten – still und rein gegeben

sind Tode – die im Grabe leben

sind Blumen – die im Sturm bestehen

sind Sternlein – die nicht untergehen
An der Ostwand steht über dem Sarkophag:
Carolina Tugendreich Gräfin von Schimmelmann

geborene von Friedeborn gen von Gersdorff

Geb. d. 29. Sept. 1730 zu Görlitz 

Gest. d. 30. Nov 1795 zu Hamburg
An der Westwand steht über dem Sarkophag:
Heinrich Carl Graf von Schimmelmann

Kgl..dänischer geh. Conferenzrat und Schatzmeister

Ritter des Elephanten-Ordens

Geb. d. 12. Juli 1724 zu Demmin

Gest. d. 15. Febr. 1782 zu Kopenhagen
Die bislang letzten umfangreichen Renovierungen fanden in den Jahren 1988 bis 1990 statt.